# Stompe dodecaëder
Een stompe dodecaëder is een archimedisch lichaam met 92 vlakken waarvan er 80 een driehoek en 12 een vijfhoek zijn. Het heeft 60 hoekpunten en 150 ribben.
De stompe dodecaëder heeft twee chirale vormen.

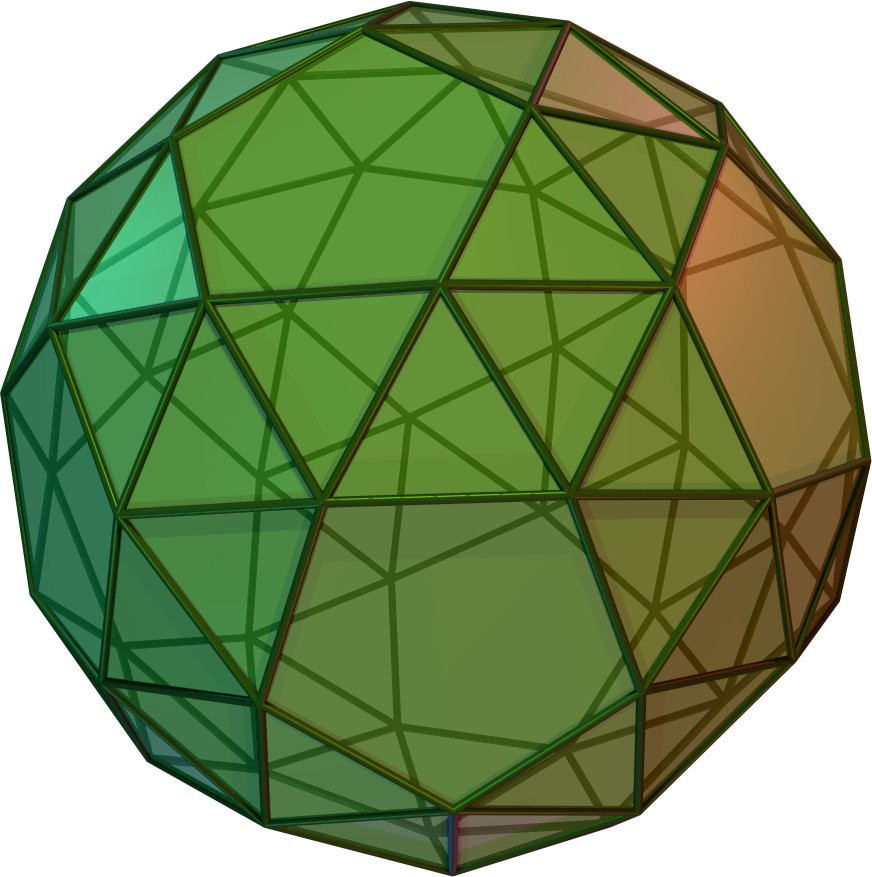
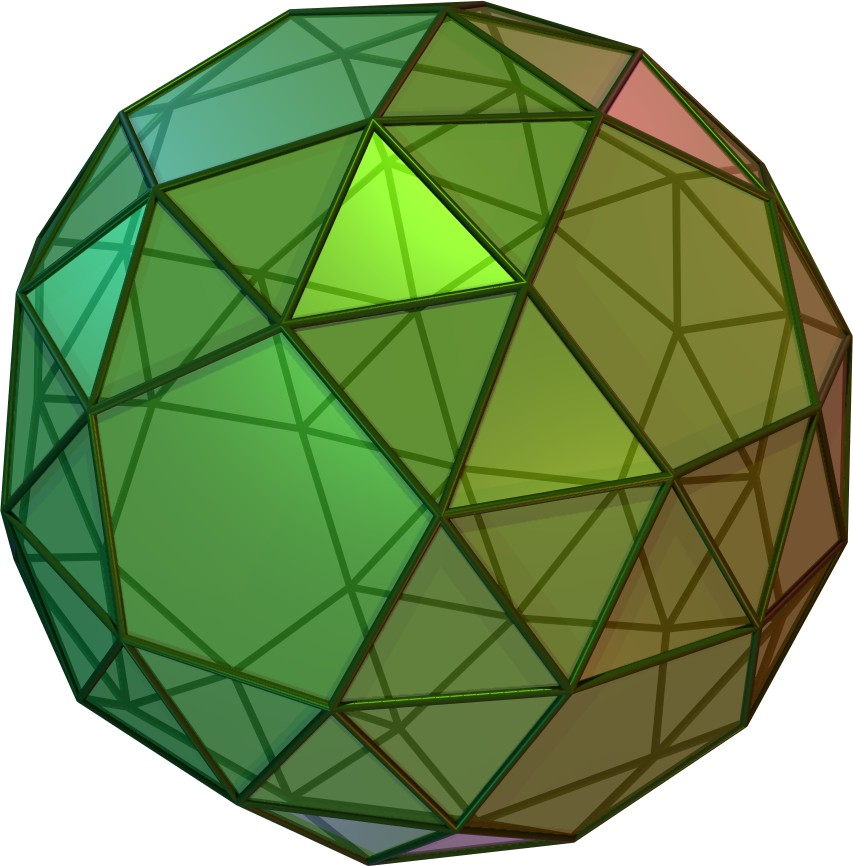

Het verschil tussen beide chirale vormen is als volgt te zien. Begin in een vijfhoekig zijvlak en ga daar vandaan naar een aanliggende driehoek. Het volgende vlak in die richting verder links is bij de eerst gegeven vorm weer een vijfhoek en bij de tweede gegeven vorm een driehoek. Dat geldt voor het hele lichaam.
Er komen in ieder hoekpunt vier driehoeken en een vijfhoek samen.
De oppervlakte A en inhoud V van een stompe dodecaëder waarbij a de lengte van een ribbe is:
{\displaystyle A\approx 55,286744956~a^{2}}
{\displaystyle V\approx 37,61664996~a^{3}}